# Il segreto della spada
Il segreto della spada, anche conosciuto come He-Man e She-Ra - Il segreto della spada (The Secret of the Sword) è un film statunitense del 1985 diretto da Ed Friedman, Lou Kachivas, Marsh Lamore, Bill Reed e Gwen Wetzler, prodotto dalla Filmation.
Benché distribuito prima che la serie She-Ra, la principessa del potere cominciasse, il film è una riedizione dei primi cinque episodi del cartone animato con piccoli cambiamenti. Il film è il primo prodotto cinematografico ispirato da una linea di giocattoli, ha infatti battuto sul tempo Gli orsetti del cuore che debuttarono nel cinema con il loro primo film esattamente una settimana dopo.

## Trama
Ad Eternia, nel castello di Grayskull, la maga Sorceress ha un sonno agitato; dopo aver avuto degli orribili incubi, svegliandosi, si accorge della spada emersa dagli oscuri anfratti delle antiche mura; la quale volteggia nell'aere aprendo un corridoio dimensionale fino a quel momento chiuso, prima di cadere a terra. Sorceress, custode del castello ed esperta maga, ha capito perfettamente cosa sia accaduto, ma rimane profondamente sorpresa.
In seguito a questo fatto convoca Adam, principe di Eternia e depositario del potere di trasformarsi in He-Man, l'uomo più forte dell'universo, per affidargli una missione: attraversare il portale e trovare la persona per la quale quella spada, così simile alla sua Spada del Potere, è destinata. Sorceress nega ogni spiegazione ad Adam, timorosa di influenzarlo, e lo osserva partire verso un mondo parallelo. Adam va a finire nel mondo di Etheria, e si scontra subito con il regime autoritario degli Horde; per evitare la cattura aderisce alla “Grande ribellione”, organizzazione animata da grandi ideali e da piccole forze: se alla loro prima battaglia non fossero intervenuti He-Man e Battle-Cat i ribelli sarebbero stati infatti tutti catturati, mentre sono i campioni di Hordak ad essere invece sbaragliati.
Tuttavia, proprio sul momento di vincere la battaglia, He-Man, che stava brandendo la Spada consegnatagli da Sorceress, viene distratto da una reazione della gemma nella spada, che gli mostra il volto del suo destinatario: sorprendentemente quello del suo attuale avversario, il capitano delle guardie Adora; colmo di stupore non si accorge del soldato alle sue spalle, che lo tramortisce e lo cattura.
In seguito He-Man, grazie anche all'aiuto dei ribelli, riesce a fuggire dalla prigione e si dirige verso il palazzo di Hordak, per apprenderne le debolezze e sventarne i piani; entrato facilmente si imbatte nuovamente in Adora, e cerca di convincerla ad abbandonare il male, ma ignora che ella è ancora sotto l'influenza di un potente incantesimo che ne controlla la volontà. Nuovamente catturato, viene impiegato da Hordak per caricare le batterie di una sua nuova arma di distruzione; prosciugato della sua grande forza, He-Man cade stremato.
Adora, durante il sonno, viene disturbata da una strana voce che la conduce nel luogo dove è imprigionato He-Man. Qui Adora si trova faccia a faccia con una proiezione di Sorceress, che le racconta la verità sul suo triste passato: Adora è la principessa di Eternia, nonché sorella gemella del principe Adam, rapita da Hordak quando era ancora in fasce. Dopodiché, Sorceress le dice di impugnare la misteriosa spada dello straniero e di invocare Grayskull: Adora alza quindi al cielo la sua Spada del Potere (la Sword of Protection) e pronuncia le parole: “Per l'onore di Grayskull… io sono She-Ra!”; Adora, trasformandosi nella potente eroina She-Ra, libera suo fratello He-Man e insieme sventano i piani dinamitardi del malvagio Hordak.
Oramai la missione di He-Man è conclusa, e, finalmente riuniti dopo tanti anni, Adam e famiglia possono finalmente abbracciare la ritrovata principessa; Adora però decide che è Etheria la patria che ha più bisogno della sua presenza e del suo intervento: per liberare la sua amata Etheria dall'oppressione di Hordak si schiera al fianco della "Grande ribellione", liberando assieme al fratello la regina Angella e il suo regno di Brightmoon, l'ultimo a essere caduto sotto il giogo di Hordak. Inizia così la sua lotta contro la tirannia degli Horde.

## Distribuzione
Il DVD del film fu edito in Italia da Dolmen Home Video.